# Ulrika Bergman
Ulrika Kristina Bergman (Östersund, 11 giugno 1975) è una giocatrice di curling svedese.

## Biografia
Partecipò ai XX Giochi olimpici invernali edizione disputata a Torino, (Italia) nel febbraio del 2006, riuscendo ad ottenere la medaglia d'oro nella squadra svedese con le connazionali Anette Norberg, Cathrine Lindahl, Anna Svaerd e Eva Lund.
Nell'edizione la nazionale svizzera ottenne la medaglia d'argento, la canadese quella di bronzo.